# Latvijska banka
Latvijska banka (latvijski: Latvijas Banka) je središnja banka Latvije sa sjedištem u njezinom glavnom gradu Rigi. Latvijska je banka kao javno (državno) poduzeće odgovorna za stabilnost cijena u Latviji i njezinu monetarnu politiku te je njezin rad propisan i kontroliran zakonom i Ustavom. Isključivo se nalazi u vlasništvu države Latvije, koja jamči za obveze Latvijske banke. Banka je ravnopravna i punopravna članica Europske središnje banke. Do 31. prosinca 2013., banka je bila odgovorna za izdavanje i letonskih latsa, a ta odgovornost je prestala prelaskom na euro 1. travnja 2014. godine.

## Guverneri
- Artūrs Graudiņš (26. ožujka 1990. – 30. srpnja 1990.)
- Pēteris Sakss - (31. srpnja 1990. – 3. rujna 1991.)
- Einars Repše (1991. – 2001.) - osim guvernera, obnašao je i dužnost premijera (2002. – 2004.) i ministra financija Latvije (2009. – 2010.)
- Ilmārs Rimšēvičs (2001. - na dužnosti)

## Vanjske poveznice
- (let.) www.bank.lv - službene stranice Latvijske banke
- (let.) Statistike Latvijske banke